# Клас Омс
Клас Омс (нід. Klaas Ooms, 9 червня 1917, Амстердам — 17 січня 1970) — нідерландський футболіст, що грав на позиції нападника, за клуб «ДВВ», а також національну збірну Нідерландів.

## Клубна кар'єра
У футболі дебютував 1934 року виступами за команду «ДВВ», кольори якої і захищав протягом усієї своєї кар'єри гравця. На той час йому було 17 років. Найбільшим успіхом Класа стала участь у фіналі Кубка Нідерландів у 1948 році, який його команда програла «Вагенінгену» в серії пенальті з рахунком 1-2, а Омс не реалізував один з трьох 11-тиметрових.

## Виступи за збірну
Був присутній в заявці збірної на чемпіонаті світу 1938 року у Франції, але на поле не виходив.
Помер 17 січня 1970 року від наслідків м'язових захворювань на 53-му році життя.